# Anabasina
La Anabasina es un alcaloide de la piridina que se encuentra en el árbol del Tabaco (Nicotiana glauca), un familiar cercano del (Nicotiana tabacum). Químicamente similar a la nicotina. Su uso principal ( histórico) fue como insecticida.

## Desarrollo
La Anabasina está presente como elemento traza en el humo del tabaco fumado, y puede ser usado como indicador de exposición a este.

## Farmacología
Anabasina es un agonista del Receptor nicotínico . En altas dosis produce un bloqueo depolarizante de la transmisión nerviosa, la cual, sintomatológicamente es muy similar al envenenamiento por nicotina y finalmente muerte por Asistolia. En dosis más grandes se piensa que es teratogénica en el cerdo.
La administración intravenosa de anabasina a dosis LD50 va desde 11 mg/kg a 16 mg/kg en ratón, dependiendo del Enantiómero.